# Saint-Alexandre-de-Kamouraska
Pour les articles homonymes, voir Saint-Alexandre.
Saint-Alexandre-de-Kamouraska est une municipalité canadienne située dans l'Est du Québec dans la municipalité régionale de comté de Kamouraska au Bas-Saint-Laurent.

## Toponymie
Saint-Alexandre-de-Kamouraska est nommée en l'honneur de l'évêque Alexandre-Antonin Taché qui est né dans la paroisse voisine de Saint-Patrice-de-la-Rivière-du-Loup. Le toponyme rend également hommage à Alexandre Thériault, un des pionniers de la municipalité. Lors de sa création en 1855, la municipalité de paroisse reprend le nom de la paroisse de Saint-Alexandre. Le nom est changé en Saint-Alexandre-de-Kamouraska en 1997 alors que le statut est changé en municipalité.
Les gentilés sont nommés Alexandrin et Alexandrines.

## Histoire
La paroisse de Saint-Alexandre est fondée dans la première moitié du XIXe siècle. Elle est érigée canoniquement en 1851. Le bureau de poste est ouvert en 1854 sous le nom de Saint-Alexandre-de-Kamouraska. La municipalité de paroisse de Saint-Alexandre est créée en 1855. En 1997, elle change de statut pour devenir une municipalité et adopte le nom de Saint-Alexandre-de-Kamouraska.

### Déraillement de 1968
Le 27 janvier 1968, le train de voyageurs Scotian en direction ouest exploité par le Canadien National déraille près de la gare de Saint-Alexandre-de-Kamouraska. Deux passagers ont été blessés. Le train roulait à environ 65 milles à l'heure (105 km/h) lorsqu'un essieu de la locomotive s'est cassé.

## Géographie
Saint-Alexandre-de-Kamouraska est située sur le versant sud du fleuve Saint-Laurent à 200 km au nord-est de Québec et à 500 km au sud-ouest de Gaspé. Les villes importantes près de Saint-Alexandre-de-Kamouraska sont Rivière-du-Loup à 25 km au nord-est, Saint-Pascal à 25 km et La Pocatière à 50 km au sud-ouest ainsi que Témiscouata-sur-le-Lac à 75 km à l'est. Saint-Alexandre-de-Kamouraska est situé à l'intersection des routes 230 et 289. Le territoire de Saint-Alexandre-de-Kamouraska couvre une superficie de 115,95 km2.
La rivière du Loup traverse le centre son territoire d'ouest en est.
À partir du lac Morin, dans le sud de la municipalité, la rivière Fourchue coule vers le nord jusqu'à sa confluence avec la rivière du Loup à la limite est de la municipalité.

## Démographie
| 1996  | 2001  | 2006  | 2011  | 2016  | 2021  |
| ----- | ----- | ----- | ----- | ----- | ----- |
| 1 807 | 1 849 | 1 880 | 2 050 | 2 109 | 2 255 |

Selon Statistiques Canada, la population de Saint-Alexandre-de-Kamouraska était de 1 880 habitants en 2006. Au cours des dernières années, la municipalité a connu une croissance démographique. En effet, en 2001, la population était de 1 849 habitants. Ce qui correspond à un taux de croissance de 1,7 % en cinq ans. L'âge médian de la population de Saint-Alexandre-de-Kamouraska est de 42 ans.
Le nombre total de logement privés dans la municipalité est de 807. Cependant, seulement 738 de ces logements sont occupés par des résidents permanents. La majorité des logements de Saint-Alexandre-de-Kamouraska sont des maisons individuelles.
Statistiques Canada ne recense aucune immigrant à Saint-Alexandre-de-Kamouraska. Toute la population de Saint-Alexandre-de-Kamouraska a le français en tant que langue maternelle. 11 % de la population maitrise les deux langues officielles du Canada. Statistiques Canada ne recense aucun autochtone à Saint-Alexandre-de-Kamouraska.
Le taux de chômage dans la municipalité était de 4,8 % en 2006. Le revenu médian des Alexandrins est de 22 385 $.
40,7 % de la population de 15 ans et plus de Saint-Alexandre-de-Kamouraska n'a aucun diplôme d'éducation. 37,4 % de cette population n'a que le diplôme d'études secondaires ou professionnelles. 4,6 % de cette population possède un diplôme de niveau universitaire. Tous les diplômes postsecondaires de Saint-Alexandre-de-Kamouraska ont effectué leurs études à l'intérieur du Canada. Les principaux domaines d'études des Alexandrins sont « l'architecture, le génie et les services connexes » ainsi que « le commerce, la gestion et l'administration publique ».

## Administration
Le conseil municipal est composé d'un maire et de six conseillers qui sont élus en bloc à tous les quatre ans sans division territoriale.
| Mandat      | Fonction    | Nom                      |
| ----------- | ----------- | ------------------------ |
| 2013 - 2017 | Mairesse    | Anita Ouellet Castonguay |
| 2013 - 2017 | Conseillers |                          |
| 2013 - 2017 | #1          | Jocelyn Boucher          |
| 2013 - 2017 | #2          | Réal Garon               |
| 2013 - 2017 | #3          | Diane Anctil             |
| 2013 - 2017 | #4          | Jimmy Ouellet            |
| 2013 - 2017 | #5          | François Ouellet         |
| 2013 - 2017 | #6          | Johanne Bernier          |

| Saint-Alexandre-de-Kamouraska Maires depuis 2001                                                                     |                          |         |          |
| Élection | Maire                    | Qualité | Résultat |
| 2001 | Jean-Simon Bélanger      |         | Voir     |
| 2005 | Jean-Simon Bélanger      | Voir    |          |
| 2009 | Luc Chouinard            |         | Voir     |
| n/d | Anita Ouellet-Castonguay |         | Voir     |
| 2013 | Anita Ouellet-Castonguay | Voir    |          |
| 2017 | Anita Ouellet-Castonguay | Voir    |          |
| 2021 | Anita Ouellet-Castonguay | Voir    |          |
| Élection partielle en italique Depuis 2005, les élections sont simultanées dans toutes les municipalités québécoises |                          |         |          |

De plus, Lyne Dumont est la directrice-générale et la secrétaire-trésorière de la municipalité.

## Économie
L'économie de Saint-Alexandre-de-Kamouraska tourne principalement autour de l'industrie forestière et de l'agriculture. Cependant, l’abattoir Aliments Asta inc., emploie à lui seul près de 500 employés.

## Culture
Le Camp musical Saint-Alexandre pour les jeunes de 7 à 17 ans est présent depuis 1972 à Saint-Alexandre-de-Kamouraska.

## Personnalités
- Normand Laprise : Chef cuisinier de réputation mondiale.